# Cul de Sac
Cul de Sac es una localidad de Santa Lucía, que forma parte del distrito de Castries.